# Giunta regionale dell'Abruzzo
La Giunta regionale dell'Abruzzo è l'organo esecutivo della Regione Abruzzo. Le sue sedi si trovano all'Aquila, presso Palazzo Silone, e a Pescara, nel palazzo dell'ente di viale Bovio.
Gli uffici dei dipartimenti regionali hanno sede nelle due città secondo questa ripartizione:
- L'Aquila: direzione generale della regione, dipartimento presidenza, dipartimento risorse, dipartimento territorio-ambiente, servizio autonomo Audit, servizio autonomo avvocatura generale, servizio autonomo controlli e anticorruzione, servizio autonomo gabinetto di presidenza.
- Pescara: dipartimento agricoltura, dipartimento infrastrutture-trasporti, dipartimento sanità, dipartimento lavoro-sociale, dipartimento sviluppo economico-turismo.

## Composizione[4]

### XII legislatura (Giunta Marsilio II)
| Presidenza          | Presidenza                                        | Presidenza | Presidenza     | Presidenza          | Presidenza | Presidenza |
| Nome                | Carica                                            | Deleghe | Mandato        | Partito             | Partito    | Provincia  |
| ------------------- | ------------------------------------------------- | --- | -------------- | ------------------- | ---------- | ---------- |
| Marco Marsilio      | Presidente della giunta regionale                 | - Ricostruzione - Protezione Civile - Programmazione nazionale, comunitaria e politiche europee - Delegazione di Roma - Avvocatura regionale - Stampa - Affari della Giunta e Legislativo - Indirizzo e controllo A.G.I.R. - Programmazione Restart - Urbanistica e Territorio - Demanio Marittimo - Paesaggi - Energia - Rifiuti - Turismo Il Presidente della Giunta regionale esercita tutte le funzioni non espressamente conferite agli Assessori. | dal 23/02/2019 | Fratelli d'Italia   |            | Pescara    |
| Emanuele Imprudente | Vicepresidente della giunta regionale e Assessore | - Agricoltura - Caccia e pesca - Parchi e riserve naturali - Sistema idrico - Ambiente | dal 06/03/2019 | Lega                |            | L'Aquila   |
| Assessori           |                                                   | |                |                     |            |            |
| Nome                | Carica                                            | Deleghe | Mandato        | Partito             | Partito    |            |
| Nicoletta Verì      | Assessore                                         | - Salute - Famiglia e Pari Opportunità | dal 06/03/2019 | Marsilio Presidente |            | Pescara    |
| Umberto D'Annuntiis | Assessore                                         | - Trasporti pubblici locali - Mobilità; Lavori Pubblici - Difesa del Suolo - Infrastrutture | dal 10/04/2024 | Fratelli d'Italia   |            | Teramo     |
| Mario Quaglieri     | Assessore                                         | - Bilancio - Strategia Nazionale Aree Interne (S.N.A.I.) – aree interne - Sport e Impiantistica Sportiva - Ragioneria - Patrimonio - Erp - Informatica - Sistemi territoriali della Conoscenza - Personale - Controllo di gestione - Enti Strumentali e Società Partecipate | dal 09/01/2023 | Fratelli d'Italia   |            | L'Aquila   |
| Roberto Santangelo  | Assessore                                         | - Formazione Professionale - Istruzione - Ricerca e Università - Politiche Sociali - Enti Locali e Polizia locale - Edilizia scolastica - Beni e Attività Culturali e di Spettacolo. | dal 10/04/2024 | Forza Italia        |            | L'Aquila   |
| Tiziana Magnacca    | Assessore                                         | - Attività Produttive (Industria, Commercio e Artigianato) - Ricerca industriale - Lavoro | dal 10/04/2024 | Fratelli d'Italia   |            | Chieti     |

### XI legislatura (Giunta Marsilio I)
| Presidenza           | Presidenza                                             | Presidenza | Presidenza                   | Presidenza        | Presidenza | Presidenza |
| Nome                 | Carica                                                 | Deleghe | Mandato                      | Partito           | Partito    |            |
| -------------------- | ------------------------------------------------------ | --- | ---------------------------- | ----------------- | ---------- | ---------- |

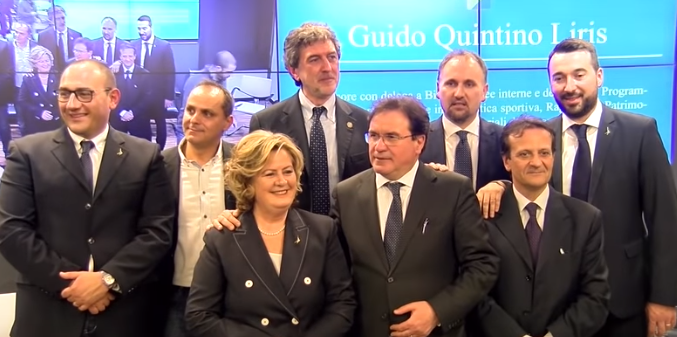
In secondo piano: il vicepresidente Imprudente, l'assessore Fioretti, il presidente Marsilio, gli assessori Liris e Campitelli. In primo piano: l'assessore Verì, il sottosegretario D'Annuntiis e l'ex assessore Febbo

| Marco Marsilio       | Presidente della giunta regionale                      | - Ricostruzione - Protezione civile - Programmazione nazionale, comunitaria e politiche europee - Delegazione di Roma - Avvocatura regionale - Stampa - Affari della giunta e legislativo - Indirizzo e controllo AGIR                                             | dal 23/02/2019               | Fratelli d'Italia |            |            |
| Emanuele Imprudente  | Vicepresidente della giunta regionale e Assessore      | - Agricoltura - Caccia e pesca - Parchi e riserve naturali - Sistema idrico - Ambiente | dal 06/03/2019               | Lega              |            |            |
| Umberto D'Annuntiis  | Sottosegretario alla presidenza della giunta regionale | - Trasporti pubblici locali - Mobilità - Lavori pubblici - Infrastrutture - Difesa del suolo | dal 06/03/2019               | Fratelli d'Italia |            |            |
| Assessori            |                                                        | |                              |                   |            |            |
| Nome                 | Carica                                                 | Deleghe | Mandato                      | Partito           | Partito    |            |
| Nicola Campitelli    | Assessore                                              | - Urbanistica e territorio - Demanio marittimo - Paesaggi - Energia - Rifiuti | dal 06/03/2019               | Fratelli d'Italia |            |            |
| Mauro Febbo          | Assessore                                              | - Attività produttive (industria, commercio, artigianato) - Turismo - Beni e attività culturali e di spettacolo | 06/03/2019-21/10/2020        | Forza Italia      |            |            |
| Marco Marsilio       | (ad interim)                                           | - Attività produttive (industria, commercio, artigianato) - Turismo - Beni e attività culturali e di spettacolo | 21/10/2020-26/10/2020        | Fratelli d'Italia |            |            |
| Daniele D'Amario     | Assessore (non di origine elettiva)                    | - Attività produttive (industria, commercio, artigianato) - Turismo - Beni e attività culturali e di spettacolo | dal 26/10/2020               | Forza Italia      |            |            |
| Piero Fioretti       | Assessore (non di origine elettiva)                    | - Lavoro - Formazione professionale - Istruzione - Ricerca e università - Politiche sociali - Enti locali e polizia locale | 06/03/2019-26/10/2020        | Lega              |            |            |
| Pietro Quaresimale   | Assessore                                              | - Lavoro - Formazione professionale - Istruzione - Ricerca e università - Politiche sociali - Enti locali e polizia locale | dal 26/10/2020               | Lega              |            |            |
| Guido Quintino Liris | Assessore                                              | - Bilancio - Aree interne e del cratere - Programmazione restart - Sport e impiantistica sportiva - Ragioneria - Patrimonio - Erp - Informatica - Sistemi territoriali della conoscenza - Personale - Controllo di gestione enti strumentali e società partecipate | dal 06/03/2019 al 09/01/2023 | Fratelli d'Italia |            |            |
| Mario Quaglieri      | Assessore                                              | - Bilancio - Aree interne e del cratere - Programmazione restart - Sport e impiantistica sportiva - Ragioneria - Patrimonio - Erp - Informatica - Sistemi territoriali della conoscenza - Personale - Controllo di gestione enti strumentali e società partecipate | dal 09/01/2023               | Fratelli d'Italia |            |            |
| Nicoletta Verì       | Assessore                                              | - Salute - Famiglia e pari opportunità | dal 06/03/2019               | Lega              |            |            |

### X legislatura (Giunta D'Alfonso)
| Presidenza                  | Presidenza                                                      | Presidenza | Presidenza            | Presidenza                | Presidenza | Presidenza |
| Nome                        | Carica                                                          | Deleghe | Mandato               | Partito                   | Partito    |            |
| --------------------------- | --------------------------------------------------------------- | --- | --------------------- | ------------------------- | ---------- | ---------- |
| Luciano D'Alfonso           | Presidente della giunta regionale                               | - Infrastrutture e trasporti - Cultura - Energia - Piano regolatore del sottosuolo - Supporto di competenza per il coordinamento delle università e della ricerca - Coordinamento realizzativo della programmazione comunitaria e delle risorse strategiche dello Stato - Polizia locale - Politiche per le risorse umane, strumentali, tecnologiche e patrimoniali - Rivoluzione della pubblica amministrazione - Digitalizzazione e dematerializzazione del sistema amministrativo della regione Abruzzo | 10/06/2014-09/08/2018 | Partito Democratico       |            |            |
| Giovanni Lolli (vicario)    | Presidente della giunta regionale                               | - Infrastrutture e trasporti - Cultura - Energia - Piano regolatore del sottosuolo - Supporto di competenza per il coordinamento delle università e della ricerca - Coordinamento realizzativo della programmazione comunitaria e delle risorse strategiche dello Stato - Polizia locale - Politiche per le risorse umane, strumentali, tecnologiche e patrimoniali - Rivoluzione della pubblica amministrazione - Digitalizzazione e dematerializzazione del sistema amministrativo della regione Abruzzo | 10/08/2018-23/02/2019 | Partito Democratico       |            |            |
| Giovanni Lolli              | Vicepresidente della giunta regionale (non di origine elettiva) | - Attività produttive - Crisi industriali - Appennino italico - Rapporti con le commissioni consiliari - Impulso e monitoraggio per le riforme istituzionali - Politiche della ricostruzione - Turismo | 04/08/2014-23/02/2019 | Partito Democratico       |            |            |
| Camillo D'Alessandro        | Sottosegretario alla presidenza della giunta regionale          | - Protezione civile - Enti locali e assistenza tecnica ai piccoli comuni - Ambiente ed ecologia - Servizio idrico integrato - Cave e torbiere - Termalismo | 14/03/2015-10/09/2015 | Partito Democratico       |            |            |
| Mario Mazzocca              | Sottosegretario alla presidenza della giunta regionale          | - Protezione civile - Enti locali e assistenza tecnica ai piccoli comuni - Ambiente ed ecologia - Servizio idrico integrato - Cave e torbiere - Termalismo | 10/09/2015-23/02/2019 | Sinistra Ecologia Libertà |            |            |
| Assessori                   |                                                                 | |                       |                           |            |            |
| Nome                        | Carica                                                          | Deleghe | Mandato               | Partito                   | Partito    |            |
| Bartolomeo Donato Di Matteo | Assessore                                                       | - Lavori pubblici riferiti ai territori comunali - Urbanistica - Parchi, riserve e montagna - Abruzzesici, emigranti e tradizioni locali - Progetti speciali territoriali | 04/08/2014-10/04/2018 | Partito Democratico       |            |            |
| Lorenzo Berardinetti        | Assessore                                                       | - Lavori pubblici riferiti ai territori comunali - Urbanistica - Parchi, riserve e montagna - Abruzzesici, emigranti e tradizioni locali - Progetti speciali territoriali | 10/04/2018-23/02/2019 | Regione Facile            |            |            |
| Mario Mazzocca              | Assessore                                                       | - Lavoro e formazione - Aree interne - Associazionismo territoriale - Grandi eventi | 04/08/2014-10/09/2015 | Sinistra Ecologia Libertà |            |            |
| Andrea Gerosolimo           | Assessore                                                       | - Lavoro e formazione - Aree interne - Associazionismo territoriale - Grandi eventi | 10/09/2015-10/04/2018 | Abruzzo Civico            |            |            |
| Giorgio D'Ignazio           | Assessore                                                       | - Lavoro e formazione - Aree interne - Associazionismo territoriale - Grandi eventi | 10/04/2018-23/02/2019 | Nuovo Centrodestra        |            |            |
| Silvio Paolucci             | Assessore                                                       | - Programmazione economica - Legge di stabilità finanziaria - Programmazione sanitaria - Politiche del benessere sportivo e alimentare - Impiantistica sportiva | 04/08/2014-23/02/2019 | Partito Democratico       |            |            |
| Dino Pepe                   | Assessore                                                       | - Agricoltura - Caccia e pesca - Economia del mare - Demanio marittimo - Cicloturismo - Contratti di fiume | 04/08/2014-23/02/2019 | Partito Democratico       |            |            |
| Marinella Sclocco           | Assessore                                                       | - Politiche sociali - Pari opportunità - Associazionismo-terzo settore e sussidiarietà orizzontale - Piano regolatore dei tempi e tempo liberato - Inclusività sociale ex FSE - Politiche giovanili e garanzia giovani - Diritto all'istruzione | 04/08/2014-23/02/2019 | Partito Democratico       |            |            |

### IX legislatura (Giunta Chiodi)
| Presidenza           | Presidenza                            | Presidenza | Presidenza            | Presidenza              | Presidenza | Presidenza |
| Nome                 | Carica                                | Deleghe | Mandato               | Partito                 | Partito    |            |
| -------------------- | ------------------------------------- | --- | --------------------- | ----------------------- | ---------- | ---------- |
| Giovanni Chiodi      | Presidente della giunta regionale     | - Commissario alla salute (dal 01/09/2010) - Protezione civile (dal 22/07/2010 al 25/01/2011) - Ambiente (dal 22/07/2010 al 25/01/2011) - Politiche europee | 30/12/2008-10/06/2014 | Il Popolo della Libertà |            |            |
| Alfredo Castiglione  | Vicepresidente della giunta regionale | - Sviluppo economico | 19/01/2009-10/06/2014 | Il Popolo della Libertà |            |            |
| Assessori            |                                       | |                       |                         |            |            |
| Nome                 | Carica                                | Deleghe | Mandato               | Partito                 | Partito    |            |
| Federica Carpineta   | Assessore (non di origine elettiva)   | - Risorse umane e strumentali | 19/01/2009-10/06/2014 | Indipendente            |            |            |
| Mauro Di Dalmazio    | Assessore (non di origine elettiva)   | - Sviluppo del turismo - Politiche culturali | 19/01/2009-10/06/2014 | Indipendente            |            |            |
| Angelo Di Paolo      | Assessore                             | - Lavori pubblici - Servizio idrico integrato - Gestione integrata dei bacini idrografici - Difesa del suolo                                                | 19/01/2009-10/06/2014 | Rialzati Abruzzo!       |            |            |
| Mauro Febbo          | Assessore                             | - Politiche agricole e di sviluppo rurale e forestale - Caccia e pesca                                                                                      | 19/01/2009-10/06/2014 | Il Popolo della Libertà |            |            |
| Paolo Gatti          | Assessore                             | - Politiche attive del lavoro - Formazione e istruzione - Politiche sociali                                                                                 | 19/01/2009-10/06/2014 | Il Popolo della Libertà |            |            |
| Carlo Masci          | Assessore                             | - Bilancio - Riforme istituzionali - Enti locali - Attività sportive                                                                                        | 19/01/2009-10/06/2014 | Rialzati Abruzzo!       |            |            |
| Giandonato Morra     | Assessore                             | - Trasporti e mobilità - Viabilità - Demanio e catasto statale - Sicurezza stradale                                                                         | 19/01/2009-10/06/2014 | Il Popolo della Libertà |            |            |
| Daniela Stati        | Assessore                             | - Protezione civile - Ambiente | 19/01/2009-22/07/2010 | Il Popolo della Libertà |            |            |
| Gianfranco Giuliante | Assessore                             | - Protezione civile - Ambiente | 25/01/2011-10/06/2014 | Il Popolo della Libertà |            |            |
| Lanfranco Venturoni  | Assessore                             | - Salute | 19/01/2009-01/09/2010 | Il Popolo della Libertà |            |            |

### VIII legislatura (Giunta Del Turco)
| Presidenza                  | Presidenza                                                      | Presidenza | Presidenza            | Presidenza                           | Presidenza |
| Nome                        | Carica                                                          | Deleghe | Mandato               | Partito                              | Partito    |
| --------------------------- | --------------------------------------------------------------- | --- | --------------------- | ------------------------------------ | ---------- |
| Ottaviano Del Turco         | Presidente della giunta regionale                               | - Affari della presidenza - Avvocatura regionale - Abruzzesi all'estero - Sviluppo aree interne - Innovazione | 05/04/2005-13/07/2008 | Socialisti Democratici Italiani      |            |
| Enrico Paolini              | Presidente della giunta regionale                               | - Affari della presidenza - Avvocatura regionale - Abruzzesi all'estero - Sviluppo aree interne - Innovazione | 13/07/2008-16/12/2008 | La Margherita                        |            |
| Enrico Paolini              | Vicepresidente della giunta regionale (non di origine elettiva) | - Turismo - Grandi eventi                                                                                     | 29/04/2005-16/12/2008 | La Margherita                        |            |
| Assessori                   |                                                                 | |                       |                                      |            |
| Nome                        | Carica                                                          | Deleghe | Mandato               | Partito                              | Partito    |
| Bernardo Mazzocca           | Assessore (non di origine elettiva)                             | - Sanità | 29/04/2005-17/07/2008 | Indipendente                         |            |
| Enrico Paolini (ad interim) | Assessore (non di origine elettiva)                             | - Sanità | 17/07/2008-16/12/2008 | La Margherita                        |            |
| Marco Verticelli            | Assessore                                                       | - Risorse agricole e forestali                                                                                | 29/04/2005-16/12/2008 | Democratici di Sinistra              |            |
| Fernardo Fabbiani           | Assessore (non di origine elettiva)                             | - Politiche attive del lavoro - Istruzione e formazione                                                       | 29/04/2005-16/12/2008 | Partito dei Comunisti Italiani       |            |
| Elisabetta Mura             | Assessore (non di origine elettiva)                             | - Beni e attività culturali                                                                                   | 29/04/2005-16/12/2008 | Partito della Rifondazione Comunista |            |
| Giovanni D'Amico            | Assessore                                                       | - Bilancio - Finanze - Riforme istituzionali - Autonomie locali - Sviluppo montano                            | 29/04/2005-16/12/2008 | Democratici di Sinistra              |            |
| Tommaso Ginoble             | Assessore                                                       | - Protezione civile - Trasporti - Mobilità                                                                    | 29/04/2005-16/12/2008 | La Margherita                        |            |
| Valentina Bianchi           | Assessore (non di origine elettiva)                             | - Attività produttive - Sostegno alle piccole e medie imprese                                                 | 29/04/2005-16/12/2008 | Indipendente                         |            |
| Mimmo Srour                 | Assessore (non di origine elettiva)                             | - Lavori pubblici - Aree urbane - Servizio idrico                                                             | 29/04/2005-16/12/2008 | Popolari UDEUR                       |            |
| Franco Caramanico           | Assessore                                                       | - Urbanistica - Aree protette - Ambiente - Energia - Rifiuti                                                  | 29/04/2005-16/12/2008 | Democratici di Sinistra              |            |

### VII legislatura (Giunta Pace)
| Presidenza              | Presidenza                                            | Presidenza                                        | Presidenza            | Presidenza                   | Presidenza |
| Nome                    | Carica                                                | Deleghe                                           | Mandato               | Partito                      | Partito    |
| ----------------------- | ----------------------------------------------------- | ------------------------------------------------- | --------------------- | ---------------------------- | ---------- |
| Giovanni Pace           | Presidente della giunta regionale                     | Tutte le deleghe non assegnate ad altri assessori | 22/05/2000-05/04/2005 | Alleanza Nazionale           |            |
| Rocco Salini            | Vicepresidente della giunta regionale                 | - Salute                                          | 22/05/2000-25/07/2001 | Forza Italia                 |            |
| Arturo Stuard           | Vicepresidente della giunta regionale                 | - Salute                                          | 25/07/2001-09/11/2002 | Forza Italia                 |            |
| Vito Domenici           | Vicepresidente della giunta regionale                 | - Attività produttive - Industria - Commercio     | 09/11/2002-29/04/2005 | Forza Italia                 |            |
| Assessori               |                                                       |                                                   |                       |                              |            |
| Nome                    | Carica                                                | Deleghe                                           | Mandato               | Partito                      | Partito    |
| Marco Bacchion          | Assessore                                             | - Bilancio - Finanze                              | 22/05/2000-31/03/2004 | Cristiani Democratici Uniti  |            |
| Alfredo Castiglione     | Assessore                                             | - Bilancio - Finanze                              | 31/03/2004-29/04/2005 | Alleanza Nazionale           |            |
| Francesco Sciarretta    | Assessore                                             | - Agricoltura                                     | 22/05/2000-29/04/2005 | Alleanza Nazionale           |            |
| Massimo Desiati         | Assessore                                             | - Ambiente - Turismo                              | 22/05/2000-29/04/2005 | Alleanza Nazionale           |            |
| Vito Domenici           | Assessore (poi Vicepresidente della giunta regionale) | - Attività produttive - Industria - Commercio     | 22/05/2000-09/11/2002 | Forza Italia                 |            |
| Tonio Di Saverio        | Assessore                                             | - Cultura                                         | 22/05/2000-25/07/2001 | Forza Italia                 |            |
| Giustino Di Marcantonio | Assessore                                             | - Cultura                                         | 25/07/2001-31/03/2004 | Forza Italia                 |            |
| Marco Bacchion          | Assessore                                             | - Cultura                                         | 31/03/2004-29/04/2005 | Centro Cristiano Democratico |            |
| Marco Bacchion          | Assessore                                             | - Trasporti                                       | 22/05/2000-31/03/2004 | Centro Cristiano Democratico |            |
| Donato Di Fonzo         | Assessore                                             | - Trasporti                                       | 31/03/2004-29/04/2005 | Forza Italia                 |            |
| Giorgio De Matteis      | Assessore                                             | - Infrastrutture                                  | 22/05/2000-29/04/2005 | Centro Cristiano Democratico |            |
| Vincenzo Palmerio       | Assessore                                             | - Politiche sociali - Risorse umane               | 22/05/2000-31/03/2004 | Democrazia Cristiana         |            |
| Antonio Prospero        | Assessore                                             | - Politiche sociali - Risorse umane               | 31/03/2004-29/04/2005 | Cristiani Democratici Uniti  |            |
| Erminio D'Annunzio      | Assessore                                             | - Salute                                          | 09/11/2002-29/04/2005 | Forza Italia                 |            |